# بحيرة هوبفاتنيت
بحيرة هوبفاتنيت هي بحيرة تقع في بلدية ستيجن في مقاطعة نورلان،النرويج.تبلغ مساحة البحيرة 3.83 كيلومتر مربع (1.48 ميل مربع)وهي تقع على بعد حوالي 15 كيلومترا (9.3 ميل) شمال شرق قرية نوردفولد.